# François Bony
Pour les articles homonymes, voir Bony (homonymie).
François Bony, né le 20 décembre 1772 à Crécey-sur-Tille (Côte-d'Or), mort le 30 mars 1848, à Dijon (Côte-d'Or), est un général français de la Révolution et de l’Empire.

## Biographie
Il entre au service  le 12 septembre 1793, en qualité de volontaire dans le 10e bataillon de la Côte-d'Or. Incorporé depuis dans la 51e demi-brigade de ligne, peu de jours après il est nommé lieutenant à l'élection. Il fait les campagnes de 1793 à l'an II aux armées de Rhin-et-Moselle, et celles de l'an III et de l'an V à l'armée d'Italie. Il se trouve à la bataille de Castiglione, où il est grièvement blessé, et à celle d'Arcole, où il mérite le grade de capitaine. Il se distingue encore à Hohenlinden, sous Moreau, et y prend deux pièces de canons. Peu après il est décoré de la Légion d'honneur le 25 prairial an XII et nommé chef de bataillon. À la bataille d'Austerlitz, à la tête d'une compagnie de grenadiers, il fait 300 prisonniers. À la bataille d'Iéna, il reçoit un coup de feu. 
En Espagne, il gagne la croix d'officier de la Légion d'honneur et le grade de major titulaire du 
4e régiment de ligne le 29 juin 1811. Rentré en France pour prendre le commandement des dépôts, il est nommé colonel en second le 21 février 1813, rejoint la Grande Armée et est nommé le 10 août colonel du 13e régiment provisoire. Avec 800 hommes, il reprend Bunzlau défendue par trois régiments russes. Le 27 septembre 1813, il est promu général de brigade, il est à Leipzig, et il y est fait prisonnier après avoir eu trois chevaux tués sous lui. Il rentre en France en juin 1814, et est créé chevalier de Saint-Louis, puis il est mis en disponibilité.
Il reprend le service pendant les Cent-Jours en étant nommé à la tête de la 1re brigade de la 20e division d'infanterie du 6e corps. Il prend part à la bataille de Waterloo.
Le 22 mars 1831, il est compris dans le cadre de réserve de l'état-major de l'armée et il est mis à la retraite le 1er janvier 1835. Il continue de remplir les fonctions de colonel de la garde nationale de Selongey (Côte-d'Or) et de maire de cette ville.
Le général Bony est encore chevalier de l'Ordre de la Réunion, commandeur de l'ordre de la Légion d'honneur, et Chevalier de l'Empire le 20 juin 1811 (lettres patentes).
Il meurt le 30 mars 1848 à Dijon (Côte-d'Or). Il est enterré au Cimetière des Péjoces.

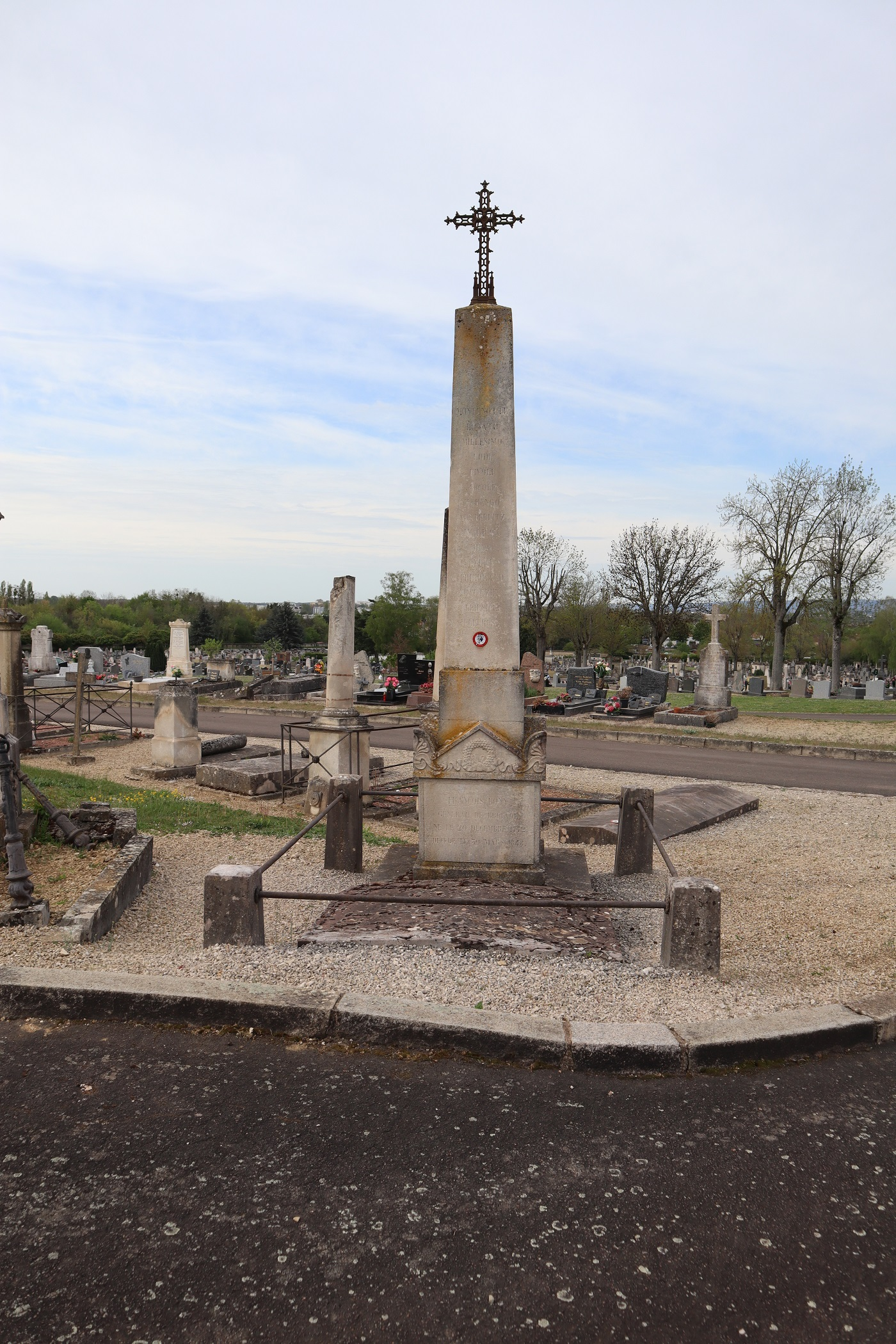
Tombe de François Bony au Cimetière des Péjoces à Dijon.

## Armoiries
| Figure | Blasonnement |
|        | Armes du Chevalier François Bony et de l'Empire Parti au premier à l'épée haute d'argent montée d'or, au deuxième de sable au chevron d'or : accompagné en chef de deux étoiles, et en pointe d'une grenade, aussi d'or : enté en pointe au tiers de l'écu de gueules, chargé du signe des chevaliers légionnaires - Livrées : les couleurs de l'écu. |

## Sources
- Ressource relative à la vie publique :   - base Léonore
- « La noblesse d’Empire » (consulté le 19 janvier 2017)
- « François Bony », dans Charles Mullié, Biographie des célébrités militaires des armées de terre et de mer de 1789 à 1850, 1852 [détail de l’édition]
- Georges Six, Dictionnaire biographique des généraux & amiraux français de la Révolution et de l'Empire (1792-1814), Paris : Librairie G. Saffroy, 1934, 2 vol., p. 129